# Bundestagswahlkreis Backnang
Der Bundestagswahlkreis Backnang war von 1949 bis 1965 ein Wahlkreis in Baden-Württemberg. Er umfasste die Landkreise Backnang und Schwäbisch Hall. Nach der Auflösung des Wahlkreises ging sein Gebiet zur Bundestagswahl 1965 im neuen Wahlkreis Schwäbisch Gmünd – Backnang auf. Das Direktmandat wurde stets von Eugen Gerstenmaier (CDU) gewonnen.

## Wahlkreissieger
| Wahl | Name               | Partei | Erststimmen in % |
| ---- | ------------------ | ------ | ---------------- |
| 1961 | Eugen Gerstenmaier | CDU    | 42,0             |
| 1957 | Eugen Gerstenmaier | CDU    | 48,8             |
| 1953 | Eugen Gerstenmaier | CDU    | 41,2             |
| 1949 | Eugen Gerstenmaier | CDU    | 30,5             |

## Wahlkreisgeschichte
| Wahl      | Wahlkreisname | Gebiet                                        |
| --------- | ------------- | --------------------------------------------- |
| 1949      | 10 Backnang   | Landkreis Backnang, Landkreis Schwäbisch Hall |
| 1953–1961 | 172 Backnang  | Landkreis Backnang, Landkreis Schwäbisch Hall |